# Spokane Valley
Spokane Valley – miasto w Stanach Zjednoczonych, w stanie Waszyngton, w hrabstwie Spokane.